# Bor (Sudão do Sul)
Bor (árabe: بور) é uma cidade localizada no Sudão do Sul e capital do estado de Juncáli. Fica na margem direita do Nilo Branco. É a sede do condado de Bor.